# CHILDHOOD
CHILDHOOD（チャイルドフッド）は、森光弘と臼田圭介で結成された、ハンドフルート（手笛）とピアノのデュオ。

## メンバー

### 森光弘
- ハンドフルート発明者・作曲家  /  東京音楽大学 音楽教育科卒業
- 12月2日生まれ　A型
- 幼い頃、父から習った手笛から長年の鍛錬で独自の奏法を開発。
- 音大在学中にピアノの臼田圭介とユニットを組んで芸術際（文化祭）出演が初披露。奏法をハンドフルートと造語で命名、ユニット名をCHILDHOODとして2009年メジャーデビュ−。
- ニューヨーク、ヒューストン、ロンドン、上海万博など海外コンサートも成功させる。
- 熊本県の平成音楽大学が2016年度からハンドフルート専攻（正式表記「音楽学科 ミュージックパフォーマンスコース  ハンドフルート専攻」）を新設し、講師に就任するほか、月刊Songs（ドレミ楽譜出版社）の2016年10月号（2016年10月15日発行）から2017年3月号（2017年3月15日発行）まで、「手が楽器！！ハンドフルート発明者がレクチャー 森光弘の誰でも鳴らせるハンドフルート公式レッスン」を連載。その後、初のハンドフルートの教則本となる「森光弘の誰でも鳴らせるハンドフルート 公式テキスト」（ドレミ楽譜出版社）を2017年10月30日発売。また2017年11月より、渋谷のシダックスCULTURE WORKSにて月2回のハンドフルート教室を開講するなど、近年はハンドフルートの指導の方にも力を入れている。
- 姉はソプラノ歌手の森美代子。

### 臼田圭介
- ピアニスト・作曲家・編曲家・プログラミング /  東京音楽大学ピアノ演奏家コース卒業、同大学院伴奏科修了
- 9月9日生まれ　B型
- 幼少の頃から、その才能を期待された臼田 圭介。森 光弘と東京音楽大学で意気投合。ハンドフルート誕生、CHILDHOOD誕生のその時から現在に至るまで、音楽活動を共にしている。コンサート、CD等、CHILDHOODの楽曲の全編曲を担当。
- “多彩”なピアニストとして定評があり、アンサンブルに引っ張りだこでもある。
- 2017年1月19日、千葉市芸術文化新人賞（奨励賞）受賞。

## 概要
ハンドフルートの森光弘と、ピアノの臼田圭介による、男性2人組のデュオである。
東京音楽大学在学中、森は音楽教育科、臼田はピアノ演奏家コースに在籍。合唱の授業で隣同士に座ったことで知り合う。
声楽を学んでいた森は試験の伴奏を探す際、伴奏の評判を聞いて臼田に頼むようになった。
森は小学2年生の頃、父から”ふくろうの物まね”として手笛を教わった。他にもいろんな遊びを教わったが手笛だけに夢中になる。
熱中しているとそのうち音階を変えられるようになり、自分が好きなゲゲゲの鬼太郎の曲などを吹いて遊べるようになっていったが、自分の中の特技としてまわりに広めることはしなかった。

東京音大在学中に、当時守衛を務めていた中村倫二に自分の特技である手笛のことを伝えると、芸術祭での演奏に誘われた。
臼田は芸術祭以前に学内の練習室で森の手笛を聴いており、芸術祭でも二人で演奏することになった。
この芸術祭が、森が初めて人前で手笛を披露したときであり、この時から今に至るまで2人は活動を共にしている。
森は、自分の手笛は人前で披露するものではないなと思っていたが、芸術祭でのお客さんの反応に自分でも感動を覚えた。当時音楽教師を目指していた森は、演奏者に進路を変更した。
森は臼田のやさしいピアノを好きになり、臼田が編曲を勉強しいろんなジャンルの曲を演奏できたこともあって、森は臼田を誘って在学中からデュオを結成。2人とも幼少のころから音楽を続けてきたことや、夢を応援してくれた周りの大人たちにずっと感謝をしていこうという気持ちを込めて2005年、デュオ名をCHILDHOOD＝子供時代として、活動を始める。
また、手笛にはいろいろなやり方があり、当時通称でハンドオカリナと呼ばれていたが、森の手笛はそのどれともやり方が違ったため、森が”ハンドフルート”と造語で命名。つまり、現在国内外で広まっているこのハンドフルート（Handflute）という名称は森が考案したものである。

初期の活動は、演奏動画の投稿をはじめ毎週水曜日に路上ライブを行い、オーディションも多数受けるなどしていた。
音響機材をまだ所持していなかった初期の路上ライブでは響きのいいトンネル内で行っていた。
2005年、新宿放送局主催の第1回KABUKI町スター公開オーディションでグランプリを獲得。新宿放送局「社長のランチ」に出演するほか、新宿放送局のサイトにて”Snow again”と”Horizon”の新曲プロモーションビデオが公開された。（現在は新宿放送局がなくなったことでサイトが消滅、動画も観れなくなっている）
YouTubeに演奏動画を投稿していたところ世界中から注目を集め始め、それがキッカケで2008年6月4日フジテレビ「ザ・ベストハウス123」の「スゴ技ハンドミュージックBEST3」に出演。演奏・出演依頼が殺到し、その後も同局「笑っていいとも！」や日本テレビ「行列のできる法律相談所SP」などに立て続けに出演。その後2009年3月に1stアルバムである「光の中へ」をリリースし、メジャーデビューした。
2009年の6月、韓国SBSテレビの「Star King」に出演以降、上海万博、ニューヨークなどでの海外公演を成功させる。

CHILDHOODの音楽は、オリジナル曲からカバー曲に至るまで臼田が編曲を担当している。
森と臼田の音楽への向き合い方や人柄も相俟って、心に響いて残ると話題。
また臼田の編曲は歌謡曲やスタジオジブリの曲を始め、唱歌や童謡なども更に世界観が広がるようなものになる。
オリジナル曲は森と臼田の両方が作曲しており、その作風には二人のそれぞれの特徴が出ている。
”HIKARI”は、芸術祭で初演奏したときからのCHILDHOODのレパートリーで、もともとはポップス調だが、ピアノソロのバージョンやバラード調にアレンジし演奏するなど、現在に至るまで長く演奏されているオリジナル曲である。

コンサートは森と臼田の2人で行うほか、時にはサポートメンバーが加わるなどして、オリジナルからポップス、唱歌、クラシックなどのレパートリーが演奏される。曲によっては、森がハンドフルートと鍵盤ハーモニカを切り替えたり、臼田がキーターを弾いたり、音源を操作し電子キーボードを弾いたり、更には連弾を混ぜるなど、多岐に亘る演奏を行う。WonderfulDaysX（2013年4月21日、ルーテル市ヶ谷センター）では、2台ピアノも披露した。
またリクエストを募ってコンサート中に発表して演奏したり、ハンドフルートのレッスンコーナーを設けるなど、CHILDHOODならではの内容になっている。2015年6月以降全国で単独コンサートを展開し始め、活動範囲は現在も広がっている。
YouTubeに投稿しているhandfalute&piano"CHILDHOOD"（2010年3月14日ホワイトデーコンサート～心を込めた贈り物～より）は189万回の再生を記録（2018年6月現在）。そのほかの演奏動画にも国内外から多数のコメントを寄せられている。

## 略歴
2005年、CHILDHOODを結成。保育園・小学校・中学校・養護学校等でコンサート、池袋や新宿等でストリートライブを行う。
新宿放送局が主催する、第一回歌舞伎町スター公開オーディショングランプリ受賞。このことが新聞、雑誌“Hanako”、テレビ“WBS”等に取り上げられる。
2005年12月15日の単独ライブにて、50枚限定の1stアルバム“CHILDHOOD”を発売(入手困難)。
2007年5月、YAMAHA銀座店にて2ndアルバム『Together』を発売（入手困難）。
2009年3月4日、1stアルバム「光の中へ」をリリースし、メジャーデビューを果たす。また、事務所に所属。
2010年6月23日、口笛太郎とコラボアルバム　「日本晴れのうたーハミングしたい時代劇音楽集ー」をリリース。
2012年3月21日、2ndアルバム「family」をリリース。
2014年より独立。
2015年4月17日、3rdアルバム「Shining」をリリース。
2016年6月22日、Ranaとのコラボアルバム「ゆめのとびら」をリリース。
2016年9月より事務所に所属。
2017年7月5日、4thアルバム「grateful」をリリース。

## アルバム
オリジナル曲のほか、カバー曲、クラシック曲などのレパートリーを収録。
1stアルバム「光の中へ」以降から現在まで販売されているメジャーアルバム以前に、自主制作CDが2枚存在した。現在は絶版となっているため入手困難。

### CHILDHOOD
- 自主制作CD第1弾、2005年12月15日の単独ライブ「CHILDHOOD」にて、50枚限定で販売。
- 2曲目に収録されている、森光弘作曲「飛行機雲を見上げて」を、発売当時のホームページで視聴できた。また1曲目の「空」は森が学生時代に授業で作ってノートに残しておいたものを臼田が編曲したことで、CHILDHOODのオリジナル曲として誕生。

1. 空　/作曲：森光弘
2. 飛行機雲を見上げて　/作曲：森光弘
3. 月の華　/作曲：森光弘
4. 光 -HIKARI‐　/作曲：森光弘

### Together
- 自主制作CD第2弾、2007年5月より、YAMAHA銀座店にて販売。

1. 花びら（ピアノソロ）/作曲：臼田圭介
2. 桜並木　/作曲・編曲：森光弘
3. 飛行機雲を見上げて　/作曲：森光弘
4. Snow again　/作曲：森光弘
5. Horizon　/作曲：森光弘
6. 光 -HIKARI-　/作曲：森光弘

### 光の中へ
- 2009/3/4 リリース
- ASCM6043、メジャーデビューアルバム。
- 星に願いをや、飛行機雲を見上げて、HIKARIなど、結成当初からのレパートリーは大幅にアレンジ、生まれ変わって収録されており、また8曲目に収録されている涙そうそうにはBEGINの島袋優が参加している。
- ディスク2はDVDになっており、収録映像のルパン三世のテーマは、巣鴨でロケを行っている。

ディスク：1
1. 見上げてごらん夜の星を　/作詞：永六輔　作曲：いずみたく　編曲：大坪正
2. 明日の風　/作曲：森光弘　編曲：Antonio Morina Gallerio
3. つつまれて　/作曲：臼田圭介　編曲：臼田圭介
4. 道(タオ)　/作曲：臼田圭介　編曲：大坪正
5. 川の流れのように　/作詞：秋本康　作曲：見岳章　編曲：大坪正
6. Horizon　/作曲：森光弘　編曲：大坪正
7. 星に願いを　/作詞：Ned Washington　作曲：Leigh Harline　編曲：臼田圭介
8. 涙そうそう　/作詞：森山良子　作曲：BEGIN　編曲：島袋優
9. 飛行機雲を見上げて　/作曲：森光弘　編曲：大坪正
10. チャールダーシュ　/作曲：Monti Victor Emmanuel Marie
11. 旅人　/作曲：森光弘　編曲：大坪正
12. Snow again　/作曲：森光弘　編曲：臼田圭介
13. HIKARI　/作曲：森光弘　編曲：大坪正

ディスク：2  DVD
1. Snow again　/作曲：森光弘　編曲：臼田圭介
2. ルパン三世のテーマ(DVDのみ)　/作曲：大野雄二　編曲：大坪正

### 日本晴れのうたーハミングしたい時代劇音楽集ー
- 2010/6/23 リリース
- DPCA-1007
- 口笛太郎とのコラボアルバム。

1. TV「鬼平犯科帳」オープニングテーマ /口笛太郎
2. ててご橋(「子連れ狼」主題歌) /口笛太郎
3. 誰かが風の中で(「木枯し紋次郎」主題歌)/CHILHOOD
4. 「大岡越前」オープニングテーマ/CHILDHOOD
5. 「独眼竜政宗」 /口笛太郎
6. 「篤姫」 /口笛太郎・CHILDHOOD
7. 「服部半蔵 影の軍団」オープニングテーマ /口笛太郎・中川統雄
8. 「銭形平次」 /口笛太郎
9. 必殺仕掛人BGM〜荒野の果てに(「必殺仕掛人」より)/口笛太郎・中川統雄
10. ねがい(「江戸を斬る」より) /口笛太郎・CHILDHOOD・中川統雄
11. 暴れん坊将軍 /口笛太郎・中川統雄
12. インスピレイション(TV「鬼平犯科帳」エンディングテーマ)/CHILDHOOD

### family
- 2012/3/21 リリース
- TECG-20063
- メジャー2ndアルバム。テレビ東京「幸せを創る手の物語」のテーマ曲になったhome～おかえりなさい～が収録されているほか、一部の曲には詞がつけてあり、よりCHILDHOODの世界観が伝わるようになっている。
- エンハンスドCD仕様になっており、PCで読み取ることで収録されているCHILDHOODからのメッセージ動画を観ることが出来る。

1. home～おかえりなさい～　※テレビ東京　「幸せを創る手の物語」テーマ曲　/作詞：櫻倉レオン・康珍化　作曲：森光弘
2. Easy Going　/作曲：臼田圭介
3. はじめてのチュウ（カバー）　/作詞・作曲：実川俊晴
4. 月と黒猫　/作詞：あとじまこと　作曲：森光弘
5. あの日のゴンドラ　/作曲：臼田圭介
6. 春よ、来い（カバー）　/作詞・作曲：松任谷由実
7. 道の先に　/作曲：CHILDHOOD
8. カラー（piano instulmental）　/作曲：臼田圭介
9. 涙をためてあなたを想う　/作詞：康珍化　作曲：CHILDHOOD

### Shining
- 2015/4/17　リリース
- CHMK-3299
- メジャー3rdアルバム。アメリカでの海外公演の際に演奏された、サラサーテのツィゴイネルワイゼンが収録されている。

1. 空　/作曲：森光弘
2. 春風～つないだ手～　/作曲：森光弘
3. 荒城の月　/作曲：滝廉太郎　編曲：臼田圭介
4. Shining　/作曲：CHILDHOOD
5. 夜風にゆれて　/作曲：臼田圭介
6. 祈り （piano)　/作曲：臼田圭介
7. ツィゴイネルワイゼン　/作曲：P.Sarasate
8. ふるさと　/作曲：岡野貞一　編曲：臼田圭介

### ゆめのとびら
- 2015/6/22　リリース
- ETLN-0001
- ボーカルのRanaとのコラボアルバム。
- CHILDHOODのオリジナル曲である、虹のメリーゴーランド、夢冒険も収録。

1. 心の瞳　/作詞：荒木とよひさ　作曲：三木たかし　編曲：臼田圭介・佐藤光俊
2. 虹のメリーゴーランド　/作曲：臼田圭介　編曲：佐藤光俊
3. 心の花　/作詞：Kazu　作曲：Kazu　編曲：臼田圭介
4. 遠い日の歌　/作詞：岩下千早　作曲：橋本祥路　編曲：臼田圭介・佐藤光俊
5. 夢冒険　/作曲：森光弘　編曲：臼田圭介・佐藤光俊
6. 愛のメロディー　/作詞：KOKIA　作曲：KOKIA　編曲：臼田圭介・佐藤光俊
7. いのちの名前　/作詞：覚和歌子　作曲：久石譲　編曲：臼田圭介・佐藤光俊
8. 巡りゆく季節のように　/作詞：Kazu　作曲：森光弘　編曲：臼田圭介・佐藤光俊
9. 祈り　/作詞：Kazu　作曲：Kazu　編曲：臼田圭介・佐藤光俊

### grateful
- 2017/7/5 リリース
- GTCG‐0677～8（2枚組）
- メジャーデビュー以来初となる、フルオリジナルアルバム。
- 過去のCDにも収録されていた曲のうち、道（タオ）とHIKARIは大幅にアレンジされ、更に世界観が広がっている。
- BreathのMaL、森の姉でもあるソプラノ歌手の森美代子が参加。
- 初回限定盤限定で付属するディスク2では、森が学生時代声楽を勉強していたこともあり、森のボーカル曲を収録。

ディスク：1
1. 道（タオ）　/作曲：臼田圭介　編曲：臼田圭介
2. Sunny Sky　/作曲：森光弘　編曲：森光弘
3. 夏の星座　/作曲：森光弘　編曲：臼田圭介
4. 星空の下で　/作曲：森光弘　編曲：森光弘
5. summer dolphin　/作曲：森光弘　編曲：森光弘
6. くまさんの運動会　/作曲：臼田圭介　編曲：臼田圭介
7. snow again　/作曲：森光弘　編曲：臼田圭介
8. 情熱　/作曲：CHILDHOOD　編曲：臼田圭介
9. 桜並木　/作曲：森光弘　編曲：森光弘
10. まなざし（piano)　/作曲：臼田圭介　編曲：臼田圭介
11. 天空　/作曲：森光弘　編曲：森光弘
12. HIKARI　/作曲：森光弘　編曲：臼田圭介

ディスク：2　‐森 光弘ボーカルソロ‐（初回盤限定 Bonus CD）
1. Sunday　/作詞：MIYO　作曲：森光弘
2. こんな黄昏～79歳の詩～　/作詞：前田衣詩子　作曲：しゅーいち
3. 置き忘れの傘　/作詞・作曲：しゅーいち

## 未収録オリジナル曲
- STORY
- オレンジ
- mirror
- ノクターン～散りゆく葉～
- Autumn Wind
- Endless Adventure
- 小さな夢
- 陽のあたる道　※タツミプランニングのCM曲を担当し作曲。
- 心の中に残ったもの（piano）
- 空と大地
- 夢に向って
- 小さな花
- ひだまり
- 遠い夢の中で

など

## 海外
- 2009年6月　韓国テレビ“Star King”出演
- 2010年5月　上海万博　日本産業館ステージイベント出演
- 2010年6月　ロンドンチャペルコンサート、ロンドンロータリークラブで演奏
- 2010年8月　アメリカ　ヒューストン、ニューヨーク、テレビ・ラジオ出演　FOXニュースに生出演、ニューヨーク紀伊国屋でインストアライブ、在ヒューストン日本国総領事館
- 2010年10月　上海万博　日本産業館ステージイベント出演

## テレビ出演
- 2006

- 8/30 ワールドビジネスサテライト(テレビ東京)

- 2007

- 社長のランチ(新宿放送局)

- 2008

- 6/4 ザ・ベストハウス123(フジテレビ系)
- 6/19 笑っていいとも！(フジテレビ系)
- 7/9 ザ・ベストハウス123(フジテレビ系)
- 9/28 行列のできる法律相談所SP(日本テレビ系)
- 10/14 できたてGopan(長崎テレビ)
- 12/19 ハマランチョ(テレビ神奈川)

- 2009

- 6/13 韓国SBS Star King
- 7/25 ぶらり途中下車の旅(日本テレビ系)
- 9/10 どーも☆キニナル！(フジテレビ系)

- 2010

- 3/20 どれみふぁワンダーランド(NHK-BS)
- 5/28 はなまるマーケット(TBS系)
- FOXニュース
- FCIモーニングEYE Weekend
- 10/30 叙情歌大全集2010(NHK-BS)
- 12/27 ハケンOLは見た！SP(テレビ東京)

- 2011

- 1/28 金曜バラエティ(NHK)
- 7/21 ヘキサゴンII(フジテレビ系)

- 2012

- 1/2 世界1のSHOWタイム〜ギャラを決めるのはアナタ〜(日本テレビ)
- 1/27 金曜バラエティ(NHK)
- 2/7 ワンセグランチボックス
- 3/11 CHILDHOOD まちの音楽会(TOKYO MX)
- 7/15 大阪ほんわかテレビ(読売テレビ)
- 8/13 CHILDHOOD まちの音楽会(文京区ケーブルテレビ)
- 12/19 幸せを創る手の物語(テレビ東京)

- 2013

- 1/1 フックブックロー 福袋SP(NHK-Eテレ)
- 1/6 Tokyo,Boy 集まれ！世界に誇れる日本人2013 前編(TOKYO MX)
- 1/13 Tokyo,Boy 集まれ！世界に誇れる日本人2013 後編(TOKYO MX)
- 2/10 東京MX-TV うたなび！(TOKYO MX)
- 7/23 モーニングバード！(テレビ朝日系)
- 12/9 おはスタ！(テレビ東京)
- 12/11 PON！(フジテレビ系)
- 12/20 ZIP！(日本テレビ系)

- 2014

- 2/11 グッド！モーニング(テレビ朝日系)
- 8/27 マツコ&有吉の怒り新党(テレビ朝日系)
- 10/4 ズームイン！！サタデー(日本テレビ系)
- 12/17 ヒルナンデス！(日本テレビ系)

- 2015

- 2/15 スクール革命(日本テレビ系)
- 4/28 元気のアプリ(日本テレビ系)
- 5/5 情報ライブ ミヤネ屋(日本テレビ系)
- 6/14 世界72億人まとめTV(フジテレビ系)

- 2016

- 11/21 めざましテレビ(フジテレビ)

- 2017

- 1/1 TOKYO MX ひるキュン！(TOKYO MX)